# Andreassteig (Kiew)
Koordinaten: 50° 27′ 36″ N, 30° 30′ 55″ O

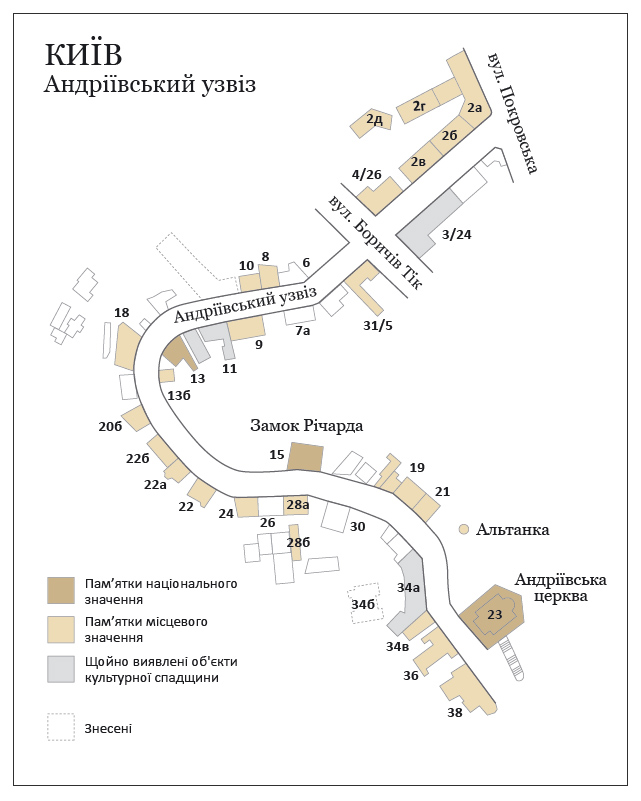
Straßenverlauf

Der Andreassteig (ukrainisch Андріївський узвіз/Andrijiwskyj uswis; russisch Андреевский спуск/Andrejewski spusk) ist eine der ältesten Straßen in der ukrainischen Hauptstadt Kiew.
Der Andreassteig ist, aufgrund seiner zahlreichen alten Gebäude sowie der hier ansässigen Künstlerszene, nach dem Chreschtschatyk die bekannteste Straße der Stadt und wird oft auch als „Ukrainischer oder auch Kiewer Montmartre“ bezeichnet.

## Lage
Der Andreassteig liegt im historischen Stadtviertel Podil am rechten Ufer des Dnepr im Zentrum von Kiew. Er verläuft über eine Länge von 750 Metern vom Kontraktowa-Platz, dem Herzen des Podil, einen Hügel hinauf bis zur Kiewer Oberstadt zur Wolodymyrska-Straße.

## Name
In der Oberstadt endet der Andreassteig bei der St.-Andreas-Kirche, die der Straße ihren Namen gab.
Einer Legende nach wurde der Andreassteig nach dem Apostel Andreas benannt, der angeblich vor 2000 Jahren auf diesem Weg vom Dneprufer den Hügel hinaufstieg und dort die Gründung einer großen christlichen Stadt prophezeite.

## Bebauung
Eines der historischen Gebäude der Straße ist das „Schloss Richard Löwenherz“, der poetische Name für das im 19. Jahrhundert im neogotischen Stil errichtete Haus mit der Hausnummer 15. Daneben finden sich im Straßenverlauf zahlreiche Souvenirläden, Denkmäler, Galerien, Künstlerateliers, Theater, und Museen wie das Michail-Bulgakow-Museum (Nr. 13), das Eine-Straße-Museum (Nr. 2b) und die Museumswerkstatt von Iwan Kawaleridse (Nr. 21).

## Restaurierung
Seit 2011 wird der Andreassteig umfassend restauriert, jedoch werden auch alte Gebäude abgerissen und Neubauten errichtet, was zu Empörung in der Kiewer Bevölkerung und Spekulationen über Verbindungen und Korruption zwischen Wirtschaft und Politik führte.